# Manderscheid (Islek)
Pour les articles homonymes, voir Manderscheid (homonymie).
Manderscheid est une municipalité allemande située dans le land de Rhénanie-Palatinat et l'arrondissement d'Eifel-Bitburg-Prüm.